# OMG What's Happening

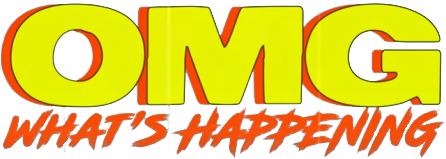
Logo

OMG What's Happening è un brano musicale della cantante statunitense Ava Max, pubblicato il 3 settembre 2020 come singolo promozionale dal primo album in studio Heaven & Hell.

## Pubblicazione
L'interprete ha annunciato per la prima volta il lancio del brano il 31 agosto precedente con uno snippet pubblicato sui suoi canali social, svelandone poi la cover e la data di uscita il 2 settembre.

## Video musicale
Il video, diretto da Hannah Lux Davis, è stato reso disponibile attraverso il canale YouTube della cantante il 29 ottobre 2020.

## Tracce
Testi e musiche di Amanda Ava Koci, Henry Walter, Henri Antero Salonen, Jason Gill, Sorana Pacurar e Roland Spreckley.
1. OMG What's Happening – 2:59

## Formazione
- Ava Max – voce
- Cirkut – produzione
- Hank Solo – produzione aggiuntiva
- Jason Gill – produzione aggiuntiva
- Șerban Ghenea – missaggio
- John Hanes – assistenza al missaggio
- Chris Gehringer – mastering

## Classifiche

### Classifiche settimanali
| Classifica (2020) | Posizione massima |
| ----------------- | ----------------- |
| Croazia           | 70                |
| Finlandia         | 17                |
| Lituania          | 52                |
| Norvegia          | 32                |
| Romania           | 79                |
| Svezia            | 72                |
| Svizzera          | 65                |

### Classifiche di fine anno
| Classifica (2021) | Posizione |
| ----------------- | --------- |
| Ucraina           | 189       |